# ユニバーシティ・カレッジ
ユニバーシティ・カレッジ（university college）は、高等教育を提供する大学教育機関であるが、完全な、または独立した大学としての地位はなく、多くの場合はより大きな大学の一部門である。正確な用法は地域や時代によって異なる。

## アイルランド
アイルランド国立大学とクイーンズ大学ベルファストは、後述のアイルランド共和国成立前の1908年に設立され、イギリスのユニバーシティ・カレッジの方式に基づいたクイーンズ大学ベルファストを起源とする。アイルランド国立大学の「ユニバーシティ・カレッジ」は、その後、大学に昇格したためユニバーシティ・カレッジを持たなかったクイーンズ大学ベルファストは、1985年にセント・メアリーズ・ユニバーシティ・カレッジ、1999年にストランミリス・ユニバーシティ・カレッジを設立し、1968年以来、同大学の学位を授与していた。

## アメリカ合衆国
セントルイス・ワシントン大学、アリゾナ州立大学、ラトガーズ大学、デンバー大学、ルイジアナ大学ラファイエット校、メイン大学、シラキュース大学、トレド大学（オハイオ州）、バージニア・ウェスリアン大学などは、継続教育や非正規学生の教育を行う部門の名称として「ユニバーシティ・カレッジ」という言葉を使用している。メリーランド大学ユニバーシティ・カレッジは、非伝統的教育を専門とする独立した機関である。
ロードアイランド大学、ノースカロライナ大学ウィルミントン校、イリノイ州立大学、アリゾナ州立大学、ボール州立大学、オクラホマ大学では、新入生はすべて「ユニバーシティ・カレッジ」に入学する。これらの「ユニバーシティ・カレッジ」は、学位の授与ではなく、優等生、保護観察学生、学生スポーツ選手、専攻が未定の学生に対する指導や学業アドバイス、支援を行っている。
アパラチアン州立大学では、一般教養と初年次セミナーのプログラムを「ユニバーシティ・カレッジ」と呼んでいる。

## イギリス
英国では、教育機関の名称に「ユニバーシティ」（「ユニバーシティ・カレッジ」を含む）を使用することは法律で保護されており、議会法、勅令、または枢密院による認可が必要とされている。称号の授与に関する規則は、政府または地方の行政機関により策定され、教育機関が学位授与権を有することが条件とされている（イングランドの場合）。ただし、名称にユニバーシティ・カレッジという用語を使用しない限り、このような許可を得ずに「ユニバーシティ・カレッジ」と称することは可能である。
「ユニバーシティ・カレッジ」は「ユニバーシティ」より格が落ちるため、通常はユニバーシティの基準（より厳しい）を満たした機関が「ユニバーシティ・カレッジ」に申請する。2005年、いくつかの大規模な「ユニバーシティ・カレッジ」は、研究学位授与権を持つという条件を外し、大学と「ユニバーシティ・カレッジ」の違いは、学生数が4000人であることのみとした上で大学に移行した。2012年からは、大学の名称に必要な学生数の要件が1000人に緩和され、さらに10校のユニバーシティ・カレッジが大学になることが可能になった。現在、さらに基準の見直しが行われている。
歴史的には、「ユニバーシティ・カレッジ」という言葉は、大学レベルの教育を行うカレッジ（大学とは異なる）、 特に1889年から1919年の大学助成委員会の設立まで大学およびユニバーシティ・カレッジに対する議会助成金を受け ていたカレッジを指す言葉として用いられていた。しかし、現代の用語の用法とは異なり、独自の学位授与権を有していなかった。その代わり、大学と提携していたため、物理的には独立していながら、より大きな組織単位を形成していた。殆どの場合、ユニバーシティ・カレッジの学生はロンドン大学の外部試験を受けたが、ウェールズ大 学およびヴィクトリア大学のカレッジはこれらの機関の学位を取得し、ニューカッスルおよびダンディーの ユニバーシティ・カレッジは、それぞれダラム大学およびセント・アンドルーズ大学と提携していた。これらのユニバーシティ・カレッジのすべてが、その名称に「ユニバーシティ・カレッジ」を使用していたわけではない。
ロンドンにあるカレッジはロンドン大学の一部として残っているが、それ以外はすべて独立した大学として発展した（赤煉瓦大学群を参照）。ノッティンガム大学（D・H・ロレンスが在籍していた当時はユニバーシティ・カレッジ・ノッティンガム）、1952年までロンドン大学に属していたサウサンプトン大学、1955 年までイングランド南西部の大学であったエクセター大学、1949年にノース・スタフォードシャー大学として設立され、1962年に王室に認可されて大学になったキール大学などがその例である。このように、20世紀前半のイギリスでは、プレートガラス大学群設立以前は、新しい大学の設立ルートとして認識されていた。
20世紀後半、ウェールズ大学では、「ユニバーシティ・カレッジ・アベリストウィス」 のような名称を持つカレッジが存在し、関連する用語が使用されていたが、若干異なっていた。これらのカレッジはどこから見ても独立した大学であった（ウェールズ大学の権限は主に正式な学位授与に限定されていた）。1996 年、ウェールズ大学の改組により、高等教育機関2校が加盟し、旧カレッジはカレッジではなく「構成校」となり、ウェールズ大学アベリストウィス校のような名称に改称された。
北アイルランドには、「ユニバーシティ・カレッジ」という名称の教育機関が2校存在する。セント・メアリーズ・ユニバーシティ・カレッジ・ベルファストとストランミリス・ユニバーシティ・カレッジである。どちらも独自の学位授与権を持たず、クイーンズ大学ベルファストの関連機関として位置づけられているため、ここでの用法は英国での古い用法に近い。
「ユニバーシティ・カレッジ」という名のつくイギリスの具体的な教育機関は複数があるが、以上に限定されるものではない。
- オックスフォード大学ユニバーシティ・カレッジは、オックスフォード大学の構成カレッジのひとつで、1249年に設立された最も古いオックスブリッジのカレッジであると主張している。
- ユニバーシティ・カレッジ・ロンドン（UCL）は、ロンドン大学の構成カレッジの一つ。ロンドン大学の一部でありながら、2008年からは独自の学位を授与しており、ロンドンの他の大規模カレッジと同様に、事実上独立した大学である。
- ユニバーシティ・カレッジ・ホスピタルは、UCLの一部として設立され、現在もUCLと密接に関係しているロンドンの教育病院である。
- ユニバーシティ・カレッジ・ダラムは、1832年に設立されたカレッジで、ダラム大学の基礎となった。
- ケンブリッジ大学ウルフソン・カレッジは、1965年の創立から1972年にウルフソン財団から多額の寄付が贈られるまで、ユニバーシティ・カレッジと呼ばれていた。
- ユニバーシティ・カレッジ・バーミンガムは、かつてのユニバーシティ・カレッジ（現代的な意味でのユニバーシティ）であり、現在は大学の地位を得ているが、その名称には「ユニバーシティ・カレッジ」が使われ続けている。
- ロンドン・インスティテュート・オブ・バンキング・アンド・ファイナンスは、英国王室の認可を受けて設立された教育慈善団体で、2010 年に学位授与権を取得し、2013年にはユニバーシティ・カレッジとしての地位を得たが、名称に「ユニバーシティ・カレッジ」は使用していない。

## オーストラリア
オーストラリアでは、ほとんど「ユニバーシティ」だが、完全な自治権を持たない教育機関をユニバーシティ・カレッジと呼んでいた。ビクトリア州北部のラトローブ・ユニバーシティ・カレッジもその一つであった。現在あるユニバーシティ・カレッジは、一般的に特定の科目（神学や芸術など）を対象としたものである。ADFAのUNSWは、以前はUniversity College, ADFAとして知られており、オーストラリア国防軍士官学校の士官候補生訓練の高等教育部門を担っている。ニューサウスウェールズ大学の分校である。
また、大学に付随する全寮制のカレッジには「ユニバーシティ・カレッジ」と名付けられたものがある。これらの寮はオーストラリアの大学では一般的であり、主に学生に宿泊施設を提供している。また、チュートリアルなどの学業支援や、居住者のための社会活動を提供する場合もあります。ユニバーシティ・カレッジ、メルボルン（旧ユニバーシティ・ウィメンズ・カレッジ）もそのような寮制カレッジのひとつで、メルボルン大学の付属校である。

## オランダ
オランダでは、「ユニバーシティ・カレッジ」という言葉は、米国のリベラル・アーツ・カレッジと同様に、幅広い高等教育を提供するいくつかの大学の特別プログラムを指しており、オランダの大学の学生は通常1科目のみを学んでいる。最初に設立された「ユニバーシティ・カレッジ」は、ユトレヒト大学のユニバーシティ・カレッジ・ユトレヒト（1998年）で、その後、アムステルダム大学、ライデン大学、ミドルブルグ大学（ユニバーシティ・カレッジ・ルーズベルト）、マーストリヒト大学、ロッテルダム大学、エンスヘデ大学（トゥエンテ）、フローニンゲン大学、ティルブルグ大学の各大学が続いて設立されている。「ユニバーシティ・カレッジ」は、いわゆる「Hogeschool」とは異なる。「ユニバーシティ・カレッジ」がアメリカの小規模なリベラル・アーツ・カレッジに似た、幅広い教養、しばしば学際的な教育を提供するのに対し、「Hogeschool」は職業や応用トレーニングに焦点を当てた高等教育の文脈である。

## カナダ
カナダでは、「ユニバーシティ・カレッジ」には、学位を授与する機関、大学レベルの授業を行う機関、トロント大学のユニバーシティ・カレッジやローレンシャン大学のユニバーシティ・カレッジ・レジデンスなど、大学の構成組織（カレッジ）という3つの意味がある。
「ユニバーシティ・カレッジ」という名称は、完全な大学としての地位は持たないが、学位レベルの教育を幅広く行っている教育機関に広く使われている。「ユニバーシティ」という名称はカナダ法人法の規制により保護されているが、「カレッジ」という名称はカナダの一部の州で規制されているに過ぎない。カナダの「ユニバーシティ・カレッジ」には、公立のものと私立のものがあり、政府機関によって規制されているものとそうでないものがある。教育大臣審議会は、カナダ国際資格情報センター（CICIC）を通じて、認定された教育機関のリストを管理しています。カナダ大学・カレッジ協会に加盟している教育機関は、完全な大学である。
トロント大学には、「ユニバーシティ・カレッジ」という名称の構成カレッジが存在する。
オンタリオ・カレッジ・オブ・アート・アンド・デザイン・ユニバーシティは、2002年にオンタリオ・カレッジ・オブ・アート・アンド・デザイン・ユニバーシティ法に基づいて大学に指定される以前はカレッジであった歴史から、ユニバーシティ・カレッジと呼ばれることもある。
カナダ・オンタリオ州には、合計16校が提携したユニバーシティ・カレッジの連合（University Colleges, Ontario）が存在する。

## ニュージーランド
ニュージーランドの殆ど全ての大学は、かつてはユニバーシティ・カレッジと呼ばれ、連邦政府機関である「ニュージーランド大学」を構成する一部であった。現在は全てが完全に独立し、例えば旧カンタベリー・ユニバーシティ・カレッジ（Canterbury University College）は、現在カンタベリー大学となっている。
オタゴ大学には「ユニバーシティ・カレッジ（University College）」と名付けられた学生寮がある。

## フィリピン
1950年代、フィリピン大学では新しい教育ユニットや学位プログラムが設立され、1959年には当時のCollege of Liberal Arts（現在のCollege of Arts and Letters ）で学部レベルの全学生を対象とした一連のコアコースである一般教養（GE）プログラムも導入された。その結果、学長ビセンテ・シンコは、学部課程の最初の2年間に履修すべきコア科目を提供するユニバーシティ・カレッジに改組することが適切と判断した。
2000年、ホセ・アブエバ博士（1987年から1993年までフィリピン大学学長）を中心とするフィリピン大学の退職教育者たちは、フィリピン大学の定員枠のために入学できなかった人々に、同大学院の提供する教育の質を提供しようと考えた。アブエバ博士は、同じような志を持つ元UPの教育者や管理者たちとともに、カラヤン・カレッジを設立した。カラヤーン・カレッジは、フィリピン大学と協定を結び、フィリピン大学で行われている一般教養プログラム、成績評価システムを採用し、フィリピン大学の教員等がカラヤーン・カレッジで教えることにより、「フィリピン大学水準の教育」を可能にしている。同校は、自然科学、物理科学、社会科学、人文科学などの基本的な知識分野において、学生の批判的・創造的能力を開発し、変化の激しい環境で競争できるようにすることを目的としている。

## フィンランド
フィンランド語では、複数の「カレッジ」を持つ古典的な「ユニバーシティ」を「Yliopisto」と呼ぶ。しかし、専門大学（specialized university）の中には、Yliopistoと同じ地位でありながら、「Yliopisto」と異なり、一つの分野のみに特化したものもあり、このような教育機関を「korkeakoulu」と呼ぶ。例えば、演劇学校の「Teatterikorkeakoulu」は、「Theater college」と見なすことができる。しかし、専門大学は「ammattikorkeakoulu」と呼ばれている。混同される可能性があるため、一部の「korkeakoulu」は「Yliopisto」と呼び、「Yliopisto」と「korkeakoulu」の区別を捨てて「Yliopisto」と改名している。また、ヘルシンキの「korkeakoulu」であるヘルシンキ工科大学、ヘルシンキ芸術デザイン大学、ヘルシンキ経済大学の3つの大学が合併し、アールト大学（Aalto-yliopisto）を設立した。

## ベルギー
ベルギーでは、オランダ語圏（フランドル地方）の「Hogescholen」とフランス語圏の「Hautes écoles」を英語で「ユニバーシティ・カレッジ」と呼び、「ユニバーシティ」に相当しない国立の高等教育機関を指す言葉として使用されている。「ユニバーシティ・カレッジ」は学術的な学士号、非学術的な修士号（専門職学位）を発行することができ、実践を重視した美術教育を行っている。同じレベルの学位であっても、「ユニバーシティ・カレッジ」から発行される学位は、大学の学位とは異なる。
ただし、フランス語圏では、「Hautes écoles」と、選抜された生徒が入学する美術専門学校である「高等芸術学校（Écoles supérieures des arts）」とを区別している。

## マレーシア

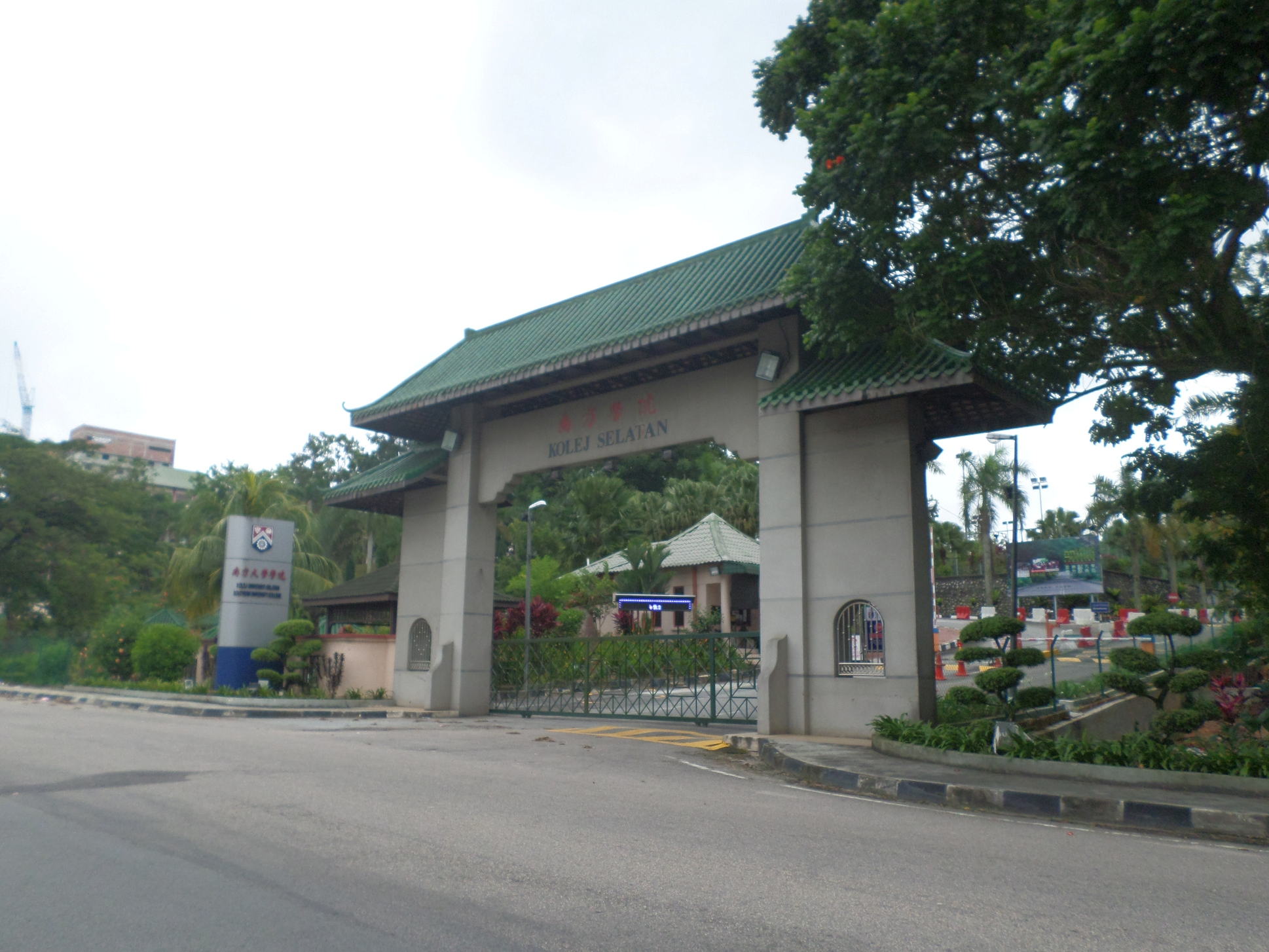
ジョホールのサザン・ユニバーシティ・カレッジ

マレーシアにおいて、「ユニバーシティ・カレッジ」という言葉は、専門的な分野や領域において、自らの名前で学位を発行する権限を与えられている教育機関のことを指す。これに対し、「ユニバーシティ」の地位を与えられた教育機関は、複数の分野の教育課程を提供する。マレーシアにおけるユニバーシティ・カレッジの設立やガバナンスを規定する法律としては、1971年大学法（University and University Colleges Act 1971）、1976年マラ工科大学法（Universiti Teknologi MARA Act 1976）、1995年教育法（Education Act 1995）、1996 年の私立高等教育法（Private Higher Education Act 1996）、1996 年の全国高等教育審議会法（National Council of Higher Education Act 1996）などがある。